# Phiala ueleae
Phiala ueleae is een vlinder uit de familie van de Eupterotidae. De wetenschappelijke naam van de soort is voor het eerst voorgesteld door Lars Kühne in een publicatie uit 2007.
De soort komt voor in Congo-Kinshasa.